# Ascenso de Fútbol Femenino Profesional de Ecuador 2024
El «Ascenso Nacional Femenino 2024»,  llamado oficialmente «Ascenso Nacional Femenino Ecuabet 2024» por motivos de patrocinio, fue la cuarta edición del Ascenso de Fútbol Femenino Profesional de Ecuador. Este torneo es organizado por CONFA, la Comisión Nacional de Fútbol Aficionado, en conjunto con la Federación Ecuatoriana de Fútbol con el objetivo de buscar al equipo ascendido a la Súperliga Femenina 2025.

## Sistema de Campeonato
El formato para el torneo del Ascenso Nacional Femenino 2024 fue ratificado por parte del Comité Ejecutivo Ampliado de la FEF, tradicional formato de eliminación directa estilo play-off ida y vuelta de 16 equipos de los cuales clasificaron mediante la siguiente manera:
| N.° | Torneo             | Clubes | Cupos |
| --- | ------------------ | ------ | ----- |
| 1   | Liga Amateur       | 24     | 7     |
| 2   | Pichincha          | 9      | 4     |
| 3   | Guayas             | 4      | 2     |
| 4   | Azuay              | 3      | 1     |
| 5   | Orellana           | 3      | 1     |
| 6   | Súperliga Femenina | 3      | 1     |

## Equipos clasificados
| Torneo                     | Equipo | Vía de clasificación |
| -------------------------- | --- | --- |
| Liga Amateur 7 cupos       | Club Bejucal Sport Mushuc Runa Sporting Club Orense Sporting Club Club Atlético San Miguel Club Shumiral City Península Fútbol Club Corinthian's Fútbol Club | Campeón de la Liga de Fútbol Amateur Femenina 2024 Subcampeón de la Liga de Fútbol Amateur Femenina 2024 3.º puesto de la Liga de Fútbol Amateur Femenina 2024 4.º puesto de la Liga de Fútbol Amateur Femenina 2024 5.º puesto de la Liga de Fútbol Amateur Femenina 2024 6.º puesto de la Liga de Fútbol Amateur Femenina 2024 7.º puesto de la Liga de Fútbol Amateur Femenina 2024 |
| Azuay Un cupo              | Club Carneras UPS | Campeón del Campeonato Provincial Femenino de Azuay 2024 |
| Guayas 2 cupos             | Búhos ULVR Fútbol Club Club Sport Emelec | Campeón del Campeonato Provincial Femenino de Guayas 2024 Subcampeón del Campeonato Provincial Femenino de Guayas 2024 |
| Pichincha 4 cupos          | Quiteñas Fútbol Club Club DP7 Sport Calderón Xportus Fútbol Club Sociedad Deportiva Aucas                                                                    | Campeón del Campeonato Provincial Femenino de Pichincha 2024 3.º puesto del Campeonato Provincial Femenino de Pichincha 2024 4.º puesto del Campeonato Provincial Femenino de Pichincha 2024 5.º puesto del Campeonato Provincial Femenino de Pichincha 2024 |
| Orellana Un cupo           | Club Deportivo Oriental | Campeón del Campeonato Provincial Femenino de Orellana 2024 |
| Súperliga Femenina Un cupo | Ñusta Fútbol Club | Mejor Descendido de la Súperliga Femenina 2024 |

## Fase Final
El cuadro final lo disputan los 16 equipos clasificados de las Asociaciones Provinciales, se emparejaron desde la ronda de octavos de final. La conformación de las llaves se realizó por parte del Departamento de Competiciones de la FEF el 23 de octubre de 2024.

### Cuadro de desarrollo
|  | Octavos de final                   | Octavos de final     | Octavos de final     | Octavos de final     | Octavos de final     |   |                                  | Cuartos de final      | Cuartos de final      | Cuartos de final      | Cuartos de final      | Cuartos de final      |  |                   | Semifinales                       | Semifinales                       | Semifinales                       | Semifinales                       | Semifinales                       |  |                   | Final           | Final           | Final           |  |
|  | 2 al 20 de noviembre               | 2 al 20 de noviembre | 2 al 20 de noviembre | 2 al 20 de noviembre | 2 al 20 de noviembre |   |                                  | 16 al 27 de noviembre | 16 al 27 de noviembre | 16 al 27 de noviembre | 16 al 27 de noviembre | 16 al 27 de noviembre |  |                   | 30 de noviembre al 7 de diciembre | 30 de noviembre al 7 de diciembre | 30 de noviembre al 7 de diciembre | 30 de noviembre al 7 de diciembre | 30 de noviembre al 7 de diciembre |  |                   | 15 de diciembre | 15 de diciembre | 15 de diciembre |  |
|  |                                    |                      |                      |                      |                      |   |                                  |                       |                       |                       |                       |                       |  |                   |                                   |                                   |                                   |                                   |                                   |  |                   |                 |                 |                 |  |
|  |                                    |                      |                      |                      |                      |   |                                  |                       |                       |                       |                       |                       |  |                   |                                   |                                   |                                   |                                   |                                   |  |                   |                 |                 |                 |  |
|  | Bandera de Tungurahua              | Mushuc Runa          | 1                    | 1                    | 2                    |   |                                  |                       |                       |                       |                       |                       |  |                   |                                   |                                   |                                   |                                   |                                   |  |                   |                 |                 |                 |  |
|  | Bandera de Tungurahua              | Mushuc Runa          | 1                    | 1                    | 2                    |   |                                  |                       |                       |                       |                       |                       |  |                   |                                   |                                   |                                   |                                   |                                   |  |                   |                 |                 |                 |  |
|  | Bandera de El Oro                  | Orense               | 4                    | 2                    | 6                    |   |                                  |                       |                       |                       |                       |                       |  |                   |                                   |                                   |                                   |                                   |                                   |  |                   |                 |                 |                 |  |
|  | Bandera de El Oro                  | Orense               | 4                    | 2                    | 6                    |   | Bandera de El Oro                | Orense                | 0                     | 3                     | 3                     |                       |  |                   |                                   |                                   |                                   |                                   |                                   |  |                   |                 |                 |                 |  |
|  |                                    |                      |                      |                      |                      |   | Bandera de El Oro                | Orense                | 0                     | 3                     | 3                     |                       |  |                   |                                   |                                   |                                   |                                   |                                   |  |                   |                 |                 |                 |  |
|  |                                    |                      | Bandera de Pichincha | Quiteñas             | 1                    | 0 | 1                                |                       |                       |                       |                       |                       |  |                   |                                   |                                   |                                   |                                   |                                   |  |                   |                 |                 |                 |  |
|  | Bandera de Los Ríos                | Bejucal Sport        | Bandera de Pichincha | Quiteñas             | 1                    | 0 | 1                                | 0                     | 2                     | 2                     |                       |                       |  |                   |                                   |                                   |                                   |                                   |                                   |  |                   |                 |                 |                 |  |
|  | Bandera de Los Ríos                | Bejucal Sport        |                      |                      |                      |   |                                  |                       |                       | 2                     |                       |                       |  |                   |                                   |                                   |                                   |                                   |                                   |  |                   |                 |                 |                 |  |
|  | Bandera de Pichincha               | Quiteñas             | 4                    | 2                    | 6                    |   |                                  |                       |                       |                       |                       |                       |  |                   |                                   |                                   |                                   |                                   |                                   |  |                   |                 |                 |                 |  |
|  | Bandera de Pichincha               | Quiteñas             | 4                    | 2                    | 6                    |   |                                  |                       |                       |                       |                       |                       |  | Bandera de El Oro | Orense                            | 1                                 | 0                                 | 1 (4)                             |                                   |  |                   |                 |                 |                 |  |
|  |                                    |                      |                      |                      |                      |   |                                  |                       |                       |                       |                       |                       |  | Bandera de El Oro | Orense                            | 1                                 | 0                                 | 1 (4)                             |                                   |  |                   |                 |                 |                 |  |
|  |                                    |                      | Bandera de Guayas    | Búhos ULVR           | 1                    | 0 | 1 (2)                            |                       |                       |                       |                       |                       |  |                   |                                   |                                   |                                   |                                   |                                   |  |                   |                 |                 |                 |  |
|  | Bandera de Provincia de Imbabura   | Atlético San Miguel  | Bandera de Guayas    | Búhos ULVR           | 1                    | 0 | 1 (2)                            | 3                     | 1                     | 4                     |                       |                       |  |                   |                                   |                                   |                                   |                                   |                                   |  |                   |                 |                 |                 |  |
|  | Bandera de Provincia de Imbabura   | Atlético San Miguel  |                      |                      |                      |   |                                  |                       |                       | 4                     |                       |                       |  |                   |                                   |                                   |                                   |                                   |                                   |  |                   |                 |                 |                 |  |
|  | Bandera de Azuay                   | Carneras UPS         | 0                    | 2                    | 2                    |   |                                  |                       |                       |                       |                       |                       |  |                   |                                   |                                   |                                   |                                   |                                   |  |                   |                 |                 |                 |  |
|  | Bandera de Azuay                   | Carneras UPS         | 0                    | 2                    | 2                    |   | Bandera de Provincia de Imbabura | Atlético San Miguel   | 1                     | 1                     | 2                     |                       |  |                   |                                   |                                   |                                   |                                   |                                   |  |                   |                 |                 |                 |  |
|  |                                    |                      |                      |                      |                      |   | Bandera de Provincia de Imbabura | Atlético San Miguel   | 1                     | 1                     | 2                     |                       |  |                   |                                   |                                   |                                   |                                   |                                   |  |                   |                 |                 |                 |  |
|  |                                    |                      | Bandera de Guayas    | Búhos ULVR           | 4                    | 0 | 4                                |                       |                       |                       |                       |                       |  |                   |                                   |                                   |                                   |                                   |                                   |  |                   |                 |                 |                 |  |
|  | Bandera de Guayas                  | Búhos ULVR           | Bandera de Guayas    | Búhos ULVR           | 4                    | 0 | 4                                | 1                     | 3                     | 4                     |                       |                       |  |                   |                                   |                                   |                                   |                                   |                                   |  |                   |                 |                 |                 |  |
|  | Bandera de Guayas                  | Búhos ULVR           |                      |                      |                      |   |                                  |                       |                       | 4                     |                       |                       |  |                   |                                   |                                   |                                   |                                   |                                   |  |                   |                 |                 |                 |  |
|  | Bandera de Pichincha               | Calderón Xportus     | 2                    | 0                    | 2                    |   |                                  |                       |                       |                       |                       |                       |  |                   |                                   |                                   |                                   |                                   |                                   |  |                   |                 |                 |                 |  |
|  | Bandera de Pichincha               | Calderón Xportus     | 2                    | 0                    | 2                    |   |                                  |                       |                       |                       |                       |                       |  |                   |                                   |                                   |                                   |                                   |                                   |  | Bandera de El Oro | Orense          | 0               |                 |  |
|  |                                    |                      |                      |                      |                      |   |                                  |                       |                       |                       |                       |                       |  |                   |                                   |                                   |                                   |                                   |                                   |  | Bandera de El Oro | Orense          | 0               |                 |  |
|  |                                    |                      | Bandera de Guayas    | Emelec               | 2                    |   |                                  |                       |                       |                       |                       |                       |  |                   |                                   |                                   |                                   |                                   |                                   |  |                   |                 |                 |                 |  |
|  | Bandera de Azuay                   | Ñusta                | Bandera de Guayas    | Emelec               | 2                    | 0 | 4                                | 4 (4)                 |                       |                       |                       |                       |  |                   |                                   |                                   |                                   |                                   |                                   |  |                   |                 |                 |                 |  |
|  | Bandera de Azuay                   | Ñusta                |                      |                      |                      |   |                                  |                       |                       |                       |                       |                       |  |                   |                                   |                                   |                                   |                                   |                                   |  |                   |                 |                 |                 |  |
|  | Bandera de Pichincha               | DP7 Sport            | 2                    | 2                    | 4 (2)                |   |                                  |                       |                       |                       |                       |                       |  |                   |                                   |                                   |                                   |                                   |                                   |  |                   |                 |                 |                 |  |
|  | Bandera de Pichincha               | DP7 Sport            | 2                    | 2                    | 4 (2)                |   | Bandera de Azuay                 | Ñusta                 | 2                     | 0                     | 2                     |                       |  |                   |                                   |                                   |                                   |                                   |                                   |  |                   |                 |                 |                 |  |
|  |                                    |                      |                      |                      |                      |   | Bandera de Azuay                 | Ñusta                 | 2                     | 0                     | 2                     |                       |  |                   |                                   |                                   |                                   |                                   |                                   |  |                   |                 |                 |                 |  |
|  |                                    |                      | Bandera de Guayas    | Emelec               | 2                    | 1 | 3                                |                       |                       |                       |                       |                       |  |                   |                                   |                                   |                                   |                                   |                                   |  |                   |                 |                 |                 |  |
|  | Bandera de Guayas                  | Emelec               | Bandera de Guayas    | Emelec               | 2                    | 1 | 3                                | 5                     | 2                     | 7                     |                       |                       |  |                   |                                   |                                   |                                   |                                   |                                   |  |                   |                 |                 |                 |  |
|  | Bandera de Guayas                  | Emelec               |                      |                      |                      |   |                                  |                       |                       | 7                     |                       |                       |  |                   |                                   |                                   |                                   |                                   |                                   |  |                   |                 |                 |                 |  |
|  | Bandera de Sucumbíos               | Oriental             | 1                    | 1                    | 2                    |   |                                  |                       |                       |                       |                       |                       |  |                   |                                   |                                   |                                   |                                   |                                   |  |                   |                 |                 |                 |  |
|  | Bandera de Sucumbíos               | Oriental             | 1                    | 1                    | 2                    |   |                                  |                       |                       |                       |                       |                       |  | Bandera de Guayas | Emelec                            | 2                                 | 2                                 | 4                                 |                                   |  |                   |                 |                 |                 |  |
|  |                                    |                      |                      |                      |                      |   |                                  |                       |                       |                       |                       |                       |  | Bandera de Guayas | Emelec                            | 2                                 | 2                                 | 4                                 |                                   |  |                   |                 |                 |                 |  |
|  |                                    |                      | Bandera de Pichincha | Aucas                | 3                    | 0 | 3                                |                       |                       |                       |                       |                       |  |                   |                                   |                                   |                                   |                                   |                                   |  |                   |                 |                 |                 |  |
|  | Bandera de Pichincha               | Aucas                | Bandera de Pichincha | Aucas                | 3                    | 0 | 3                                | 4                     | 3                     | 7                     |                       |                       |  |                   |                                   |                                   |                                   |                                   |                                   |  |                   |                 |                 |                 |  |
|  | Bandera de Pichincha               | Aucas                |                      |                      |                      |   |                                  |                       |                       | 7                     |                       |                       |  |                   |                                   |                                   |                                   |                                   |                                   |  |                   |                 |                 |                 |  |
|  | Bandera de Santa Elena (provincia) | Península            | 0                    | 0                    | 0                    |   |                                  |                       |                       |                       |                       |                       |  |                   |                                   |                                   |                                   |                                   |                                   |  |                   |                 |                 |                 |  |
|  | Bandera de Santa Elena (provincia) | Península            | 0                    | 0                    | 0                    |   | Bandera de Pichincha             | Aucas                 | 12                    | 5                     | 17                    |                       |  |                   |                                   |                                   |                                   |                                   |                                   |  |                   |                 |                 |                 |  |
|  |                                    |                      |                      |                      |                      |   | Bandera de Pichincha             | Aucas                 | 12                    | 5                     | 17                    |                       |  |                   |                                   |                                   |                                   |                                   |                                   |  |                   |                 |                 |                 |  |
|  |                                    |                      | Bandera de Azuay     | Shumiral City        | 0                    | 1 | 1                                |                       |                       |                       |                       |                       |  |                   |                                   |                                   |                                   |                                   |                                   |  |                   |                 |                 |                 |  |
|  | Bandera de Los Ríos                | Corinthian's         | Bandera de Azuay     | Shumiral City        | 0                    | 1 | 1                                | 1                     | 0                     | 1 (3)                 |                       |                       |  |                   |                                   |                                   |                                   |                                   |                                   |  |                   |                 |                 |                 |  |
|  | Bandera de Los Ríos                | Corinthian's         |                      |                      |                      |   |                                  |                       |                       | 1 (3)                 |                       |                       |  |                   |                                   |                                   |                                   |                                   |                                   |  |                   |                 |                 |                 |  |
|  | Bandera de Azuay                   | Shumiral City        | 1                    | 0                    | 1 (5)                |   |                                  |                       |                       |                       |                       |                       |  |                   |                                   |                                   |                                   |                                   |                                   |  |                   |                 |                 |                 |  |
|  | Bandera de Azuay                   | Shumiral City        | 1                    | 0                    | 1 (5)                |   |                                  |                       |                       |                       |                       |                       |  |                   |                                   |                                   |                                   |                                   |                                   |  |                   |                 |                 |                 |  |
|  |                                    |                      |                      |                      |                      |   |                                  |                       |                       |                       |                       |                       |  |                   |                                   |                                   |                                   |                                   |                                   |  |                   |                 |                 |                 |  |

### Resultados

#### Octavos de final
| Fechas              | Local en la ida     | Global         | Local en la vuelta | Ida   | Vuelta | Llave |
| ------------------- | ------------------- | -------------- | ------------------ | ----- | ------ | ----- |
| 1 y 9 de noviembre  | Orense              | 6 - 2          | Mushuc Runa        | 4 - 1 | 2 - 1  | O1    |
| 3 y 9 de noviembre  | Quiteñas            | 6 - 2          | Bejucal Sport      | 4 - 0 | 2 - 2  | O2    |
| 4 y 8 de noviembre  | Atlético San Miguel | 4 - 2          | Carneras UPS       | 3 - 0 | 1 - 2  | O3    |
| 2 y 20 de noviembre | Calderón Xportus    | 2 - 4          | Búhos ULVR         | 2 - 1 | 0 - 3  | O4    |
| 4 y 8 de noviembre  | Ñusta               | 4 – 4 (4:2 p.) | DP7 Sport          | 0 - 2 | 4 - 2  | O5    |
| 2 y 9 de noviembre  | Emelec              | 7 - 2          | Oriental           | 5 - 1 | 2 - 1  | O6    |
| 2 y 9 de noviembre  | Aucas               | 7 - 0          | Peninsula          | 4 - 0 | 3 - 0  | O7    |
| 3 y 9 de noviembre  | Corinthian's        | 1 – 1 (3:5 p.) | Shumiral City      | 1 - 1 | 0 - 0  | O8    |

#### Cuartos de final
| Fechas               | Local en la ida | Global | Local en la vuelta  | Ida    | Vuelta | Llave |
| -------------------- | --------------- | ------ | ------------------- | ------ | ------ | ----- |
| 15 y 24 de noviembre | Quiteñas        | 1 - 3  | Orense              | 1 - 0  | 0 - 3  | C1    |
| 23 y 27 de noviembre | Búhos ULVR      | 4 - 2  | Atlético San Miguel | 4 - 1  | 0 - 1  | C2    |
| 15 y 23 de noviembre | Ñusta           | 2 - 3  | Emelec              | 2 - 2  | 0 - 1  | C3    |
| 15 y 23 de noviembre | Aucas           | 17 - 1 | Shumiral City       | 12 - 0 | 5 - 1  | C4    |

#### Semifinales
| Fechas                           | Local en la ida | Global         | Local en la vuelta | Ida   | Vuelta | Llave |
| -------------------------------- | --------------- | -------------- | ------------------ | ----- | ------ | ----- |
| 2 y 8 de diciembre               | Búhos ULVR      | 1 - 1 (4:2 p.) | Orense             | 1 - 1 | 0 - 0  | S1    |
| 30 de noviembre y 8 de diciembre | Aucas           | 3 - 4          | Emelec             | 3 - 2 | 0 - 2  | S2    |

#### Final
| Fecha                   | Equipo 1 | Resultado | Equipo 2 | Estadio            |
| ----------------------- | -------- | --------- | -------- | ------------------ |
| 15 de diciembre de 2024 | Emelec   | 2 - 0     | Orense   | Olímpico Etho Vega |

## Campeón
|                                                                                         |
| Campeón Club Sport Emelec 1.er título Asciende a la Superliga Femenina de Ecuador 2025. |